# Socialistische Gemeenschappelijke Actie
De Socialistische Gemeenschappelijke Actie (S.G.A.) is de koepelorganisatie van de vier takken (politiek, syndicaal, mutualiteit en coöperatieve) van de socialistische beweging.

## Historiek
Zij werd opgericht in 1950 na het verlies van de BSP bij de parlementsverkiezingen van 1949 met als doel de mobilisatie van de gehele socialistische zuil mogelijk te maken.  De S.G.A. voerde voor het eerst actie in navolging van de Koningskwestie. Nadat de CVP bij de nationale verkiezingen van 1949 bijna een absolute meerderheid in de Kamer van volksvertegenwoordigers verwierf werden verschillende regionale actiecomités opgericht, voornamelijk actief in Wallonië, om te vermijden dat de CVP de terugkeer van Leopold III mogelijk maakte. In de Socialistische Zuil en de BSP was er een sterke anti-leopoldistische tendens.
Voorbeelden van andere activiteiten van de Socialistische Gemeenschappelijke Actie:
- De Morgen werd in 1978 opgericht uit de partijkranten Vooruit en Volksgazet. Omdat de krant met financiële problemen kampte, werd ze vanuit de socialistische zuil, via de Socialistische Gemeenschappelijke Actie financieel gesteund.[1] In 1986 werd de krant overgelaten aan De Persgroep.
- Nadat de Eenheidswet werd goedgekeurd en geen gevolg werd gegeven aan de eis van de S.G.A. om een sociaal-economische conferentie te organiseren kondigde de S.G.A een algemene staking aan en trok het ABVV zich terug uit enkele overlegorganen.